# Martin Seeley
Martin Alan Seeley (* 29. Mai 1954 in Portsmouth) ist ein britischer anglikanischer Theologe. Von 2014 bis 2025 amtierte er als Bischof der Diözese St. Edmundsbury und Ipswich in der Church of England.

## Leben
Seeley studierte zunächst Geografie, später dann Theologie, am Jesus College der Cambridge University. 1976 erwarb er dort den Bachelor of Arts (B.A.), 1978 dann den Bachelor of Education (B.Ed.). Zur Vorbereitung auf sein Priesteramt besuchte er das Ripon Theological College, ein theologisches College der Anglikanischen Kirche, in Cuddesdon und das Union Theological Seminary in New York City, wo er 1978 als Master of Sacred Theology (S.T.M.) abschloss.
1978 wurde er zum Diakon geweiht; 1979 folgte seine Priesterweihe. Seine Priesterlaufbahn begann er von 1978 bis 1980 als Vikar (Curate) an der St Peter’s Church in Bottesford in der Grafschaft Lincolnshire in der Diözese Lincoln; gleichzeitig war er für die Gemeinden in Ashby und Scunthorpe zuständig. Er ging dann in die Vereinigten Staaten zurück, wo er als Vikar (Curate) an der Church of the Epiphany in Manhattan, New York City, und als stv. Direktor (Assistant Director) der Trinity Church in Manhattan wirkte. Von 1985 bis 1990 war er anschließend Direktor und Geschäftsführer (Executive Director) des Thompson Center, einer ökumenischen Ausbildungseinrichtung für Laien und Kleriker  in St Louis im US-Bundesstaat Missouri. Er kehrte dann wieder nach Großbritannien zurück, wo er von 1990 bis 1996 als Sekretär (Selection Secretary) beim „Advisory Board of Ministry“ tätig war.
Von 1996 bis 2000 war er in der Diözese London Pfarrer (Vicar) im Stadtteil Tower Hamlets auf der Halbinsel Isle of Dogs im East End von London. Diese Stelle hatte einer seiner Amtsvorgänger als Bischof von St Edmundsbury und Ipswich, John Dennis, der 8. Bischof von St Edmundsbury und Ipswich, früher ebenfalls innegehabt. Zu seinen Schwerpunkten dort gehörten die Arbeit mit Jugendlichen und der Religionsunterricht. Er arbeitete in jener Zeit eng mit Jugendarbeitern, Sozialarbeitern und Arbeitsvermittlern zusammen.
Im September 2006 wurde er zum Vorsteher (Principal) des Westcott House Theological College, einem in der liberalen Tradition des Anglo-Katholizismus stehenden College in Cambridge, ernannt. Seit 2008 war er Ehrenamtlicher Kanoniker (Honorary Canon; Domherr) an der Ely Cathedral. Er war außerdem Präsident der Cambridge Theological Federation (2012–2014).
Am 20. November 2014 wurde seine Ernennung zum 11. Bischof von St Edmundsbury und Ipswich offiziell bekanntgegeben, als Nachfolger von Nigel Stock, der im November 2013 Bischof in Lambeth (Bishop at Lambeth) in der Church of England wurde. Seine Bischofsweihe fand am 14. Mai 2015 in der Westminster Abbey statt. Sein Amt trat er im Juni 2015 an. Im Februar 2025 trat er altersbedingt in den Ruhestand.
Von 2022 bis zu seinem Ruhestand im Februar 2025 war er geistliches Mitglied des House of Lords.

## Persönliches
Seeley ist verheiratet. Seine Ehefrau ist Reverend Jutta Brueck; sie ist Pfarrerin mit der Amtsbezeichnung „Priest in Charge“ an der St James’ Church, Wulfstan Way, in Cambridge. Aus der Ehe gingen zwei Kinder hervor, ein Sohn und eine Tochter. Zu Seeleys Hobbys gehören Kochen und Musik; er ist aktiver Tenorsaxophonist.